# Твистан
Твистан — химическое соединение, каркасный углеводород с формулой C10H16. Является изомером адамантана. Твистан получил своё название благодаря тому, что он содержит шестичленный цикл находящийся в виде «твист»-конформации. Твистан может существовать в виде двух стереоизомеров.

## Синтез
Твистан был синтезирован различными способами. Первоначальный метод  был основан на бицикло[2.2.2]октановой структурной формуле  в 1962 году. Публикация 1967 года посвящена   Внутримолекулярной реакции адольной конденсацит   из "Цис-декалин дикетон. Он образуется при гидрогенизации баскетана 